# تالون جريكسبور
تالون جريكسبور (مواليد 2 يوليو 1996) هو لاعب تنس محترف هولندي، أعلى تصنيف له في الفردي كان ال54 في فبراير 2022.

## روابط خارجية
- تالون جريكسبور على موقع رابطة محترفي التنس (الإنجليزية)
- تالون جريكسبور على موقع الاتحاد الدولي لكرة المضرب (الإنجليزية)
- تالون جريكسبور على موقع كأس ديفيز (الإنجليزية)
- تالون جريكسبور على موقع خلاصة التنس.كوم (الإنجليزية)
- تالون جريكسبور على موقع إي إس بي إن.كوم (الإنجليزية)